# Tomba di Clitemnestra
La tomba di Clitennestra era una tomba a tholos micenea costruita nel 1250 a.C. circa. Un certo numero di elementi architettonici, come la semicolonna sono stati in gran parte adottati da successivi monumenti classici del primo millennio a.C., sia nel mondo greco che latino. La Tomba di Clitennestra con la sua imponente facciata è insieme al Tesoro di Atreo la tomba più monumentale di quel tipo.
La tomba prende il nome da Clitennestra, moglie del re Agamennone, mitico sovrano di Micene e capo dei greci nella guerra di Troia. Tuttavia, è stato anche suggerito dagli studiosi moderni che questa potrebbe essere stata la tomba di Agamennone o addirittura che la tomba non fu mai occupata a causa della distruzione di Micene avvenuta durante quel periodo.

## Cronologia e classificazione
Le tombe di tipo tholos sono emerse nella Grecia micenea nel 1500-1450 a.C. circa come luoghi di riposo delle famiglie reali locali. Consistevano in grandi camere di sepoltura circolari con alti tetti a volta e un passaggio di entrata rettilineo (dromos) rivestito di pietra. Un totale di nove tombe reali a tholos furono costruite nelle immediate vicinanze della cittadella di Micene durante il XV-XIV secolo a.C. La più monumentale di queste con imponenti facciate sono: il Tesoro di Atreo e la Tomba di Clitennestra. Quest'ultima costruita nel 1250 a.C. circa fu l'ultima tomba di questo tipo nella regione. È anche uno degli esempi rappresentativi delle tombe di Tholos miceneo insieme al Tesoro di Atreo e alla Tomba dei Geni.

## Architettura
L'ingresso della tomba consiste in un dromos con pareti a bugnato in conglomerato. Allo stesso modo, lo stomion (dromos) è costruito dallo stesso elemento. La facciata esterna dello stomion è decorata con semicolonne in gesso che sono state accuratamente scolpite con capitelli decorati e scanalature verticali. Un grande triangolo alleggerito si sovrappone all'architrave della porta. È stato originariamente decorato da una scultura in rilievo colorato. Attraverso il blocco dell'architrave viene scavato un piccolo scarico nella roccia, rivestito con basse pareti di macerie e coperto con piccole lastre. Sopra di loro due pietre sono posizionate per togliere la pressione diretta dalle lastre di copertura.
La superficie della tomba era ricoperta da una mano di gesso bianco. La camera di sepoltura ha un diametro di 13,4 metri. La maggior parte dei blocchi è segata piuttosto che martellata. La camera della tomba è costruita in tutto il conglomerato a bugnato.
La tomba di Clitennestra condivide diverse caratteristiche architettoniche con quella di Atreo come la combinazione del conglomerato e la pietra calcarea. Tuttavia, la Tomba di Clitennestra presenta caratteristiche tecniche leggermente più avanzate con file di pietre curve che continuano attorno alla struttura allo stesso livello dell'architrave. Ciò potrebbe indicare che la Tomba di Clitennestra era una costruzione leggermente posteriore rispetto a quella di Atreo.
Le caratteristiche architettoniche di questa tomba specifica come la semi-colonna furono in gran parte adottate dai successivi monumenti classici del primo millennio a.C., sia nel mondo greco che latino.

## Scavi
La tomba prende il nome da Clitennestra, moglie del re Agamennone di Micene che guidò la spedizione greca contro Troia. Allo stesso modo, un certo numero di tombe micenee a tholos porta il nome di personaggi mitici delle dinastie locali, come Atreo e Egisto. L'antico geografo greco Pausania si riferì alla posizione delle tombe di Clitennestra e Egisto un po' 'più lontano rispetto alle mura di Micene, in quanto non furono giudicate idonee a essere sepolte all'interno delle mura a causa dell'omicidio del re Agamennone. L'archeologo del XIX secolo Heinrich Schliemann seguì questo passaggio di Pausania e cercò nelle vicinanze di Micene le loro tombe.
Gli scavi negli anni '60 hanno portato alla scoperta delle mura circostanti della tomba. Nel dromos è stata rinvenuta la tomba di una donna in aggiunta ai manufatti di accompagnamento; due specchi, ornamenti e perline. Tuttavia, la camera funeraria interna fu trovata saccheggiata e vuota.
Lord William Taylour suggerì che la tomba potesse essere stata del re Agamennone. È stato anche affermato che la tomba non ha avuto alcun occupante a causa della distruzione di Micene che si è verificata durante la seconda metà del XIII secolo a.C.

## Galleria d'immagini

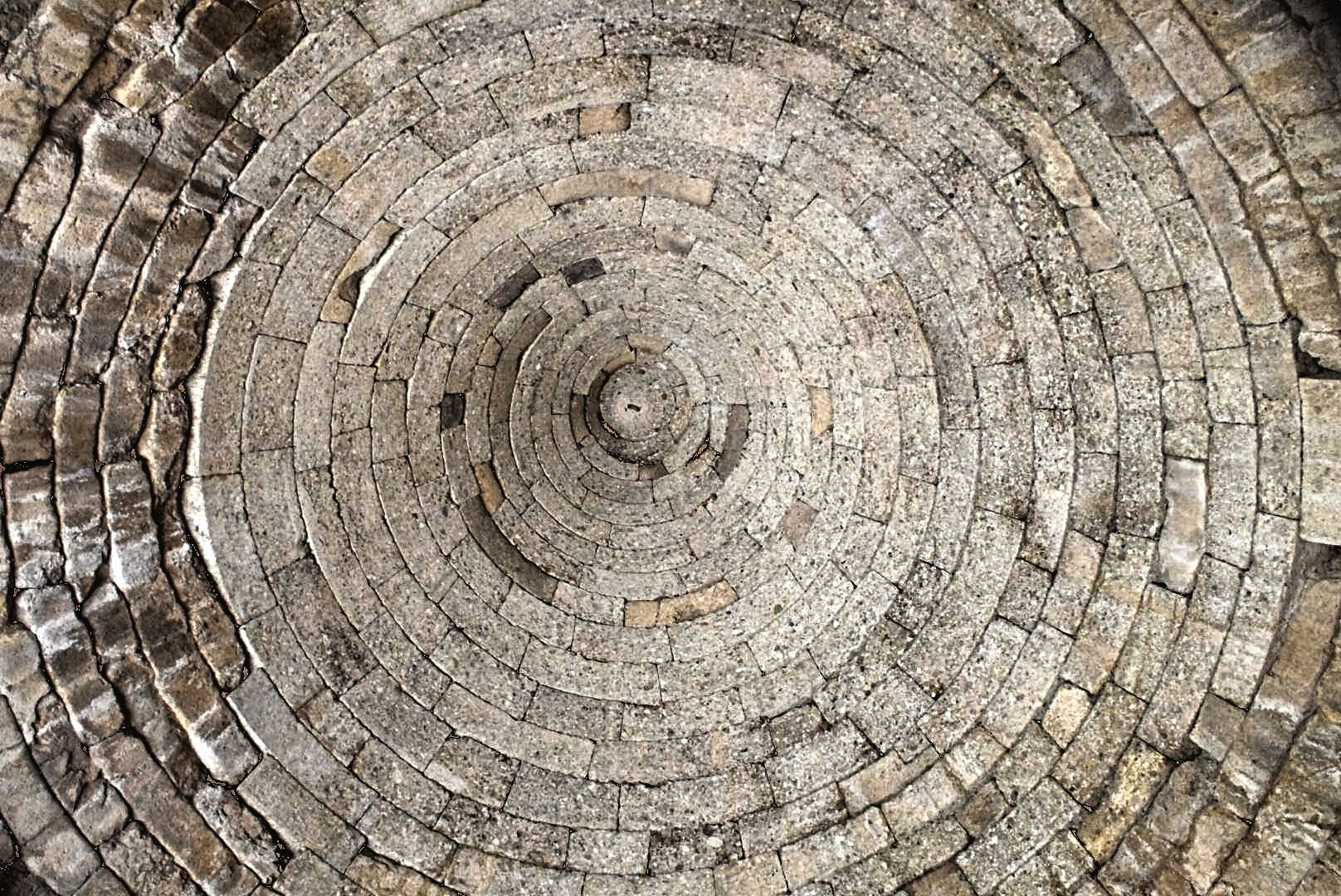
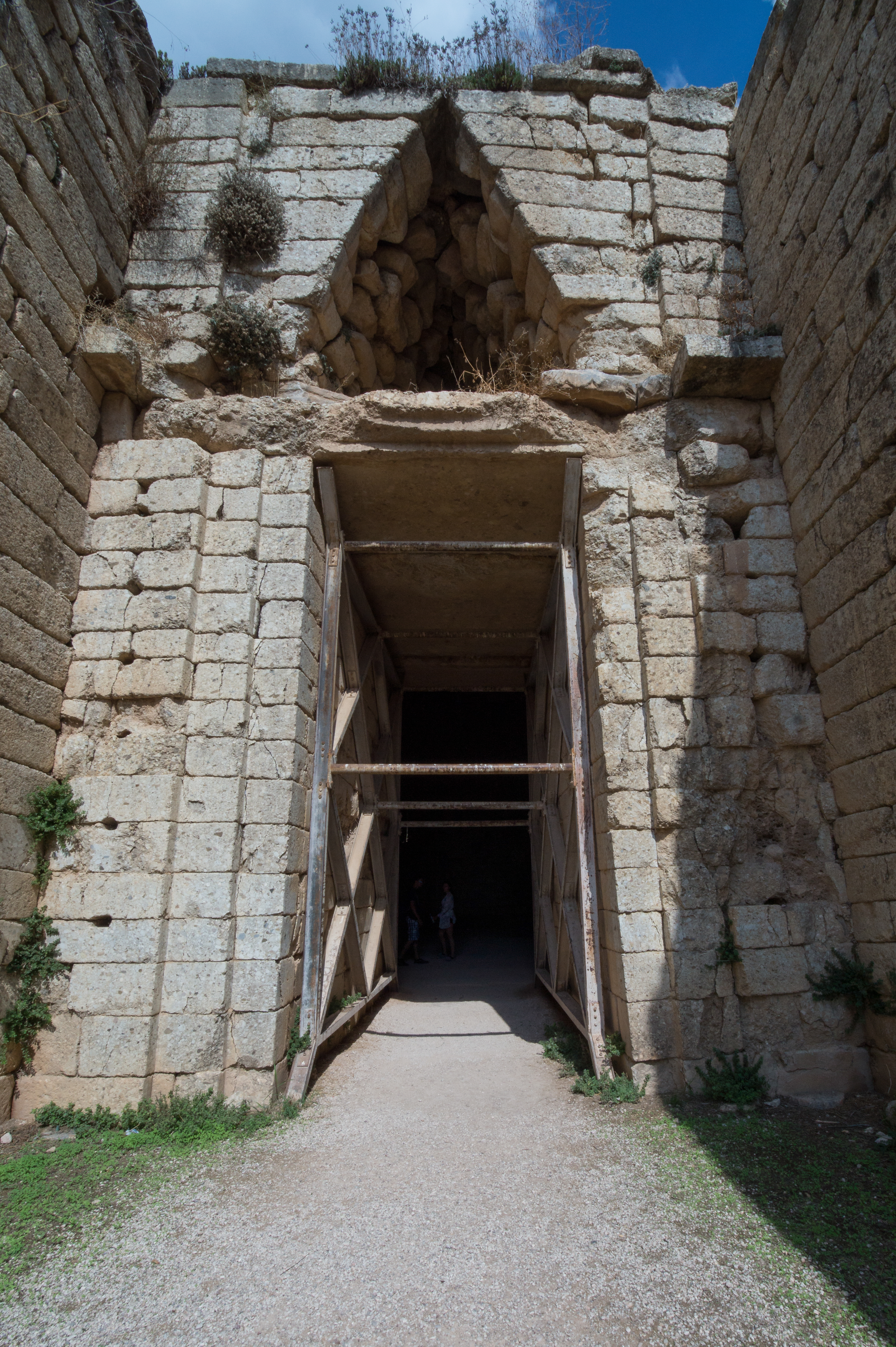
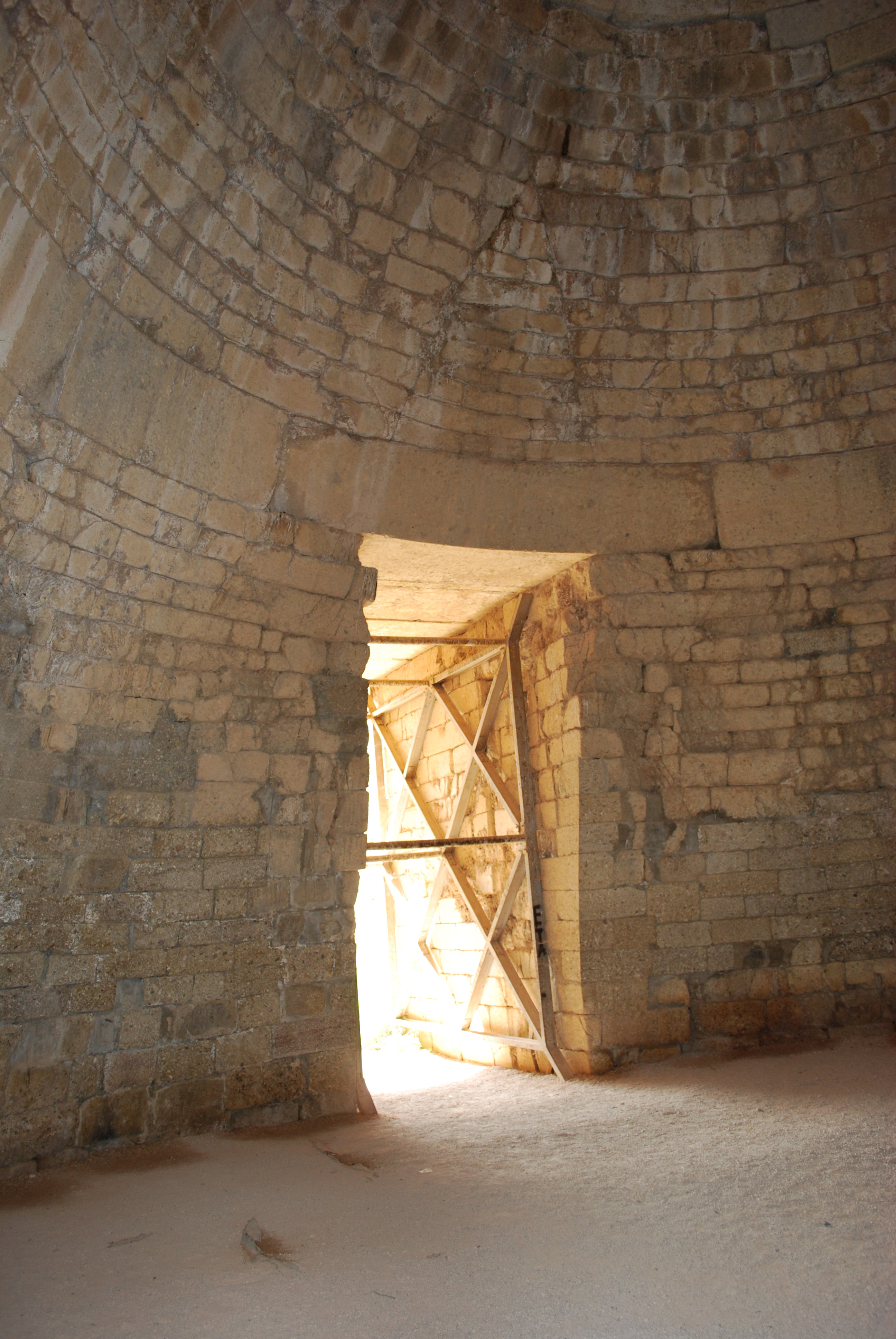

### Altre letture
- Dudley Moore, Edward Rowlands e Nektarios Karadimas, In Search of Agamemnon: Early Travellers to Mycenae, 2014, ISBN 978-1-4438-5776-5.
- (EN) S. A. Paipetis, The Unknown Technology in Homer, Springer Science & Business Media, 2010, ISBN 978-90-481-2514-2.
- (EN) Louise Schofield, The Mycenaeans, Getty Publications, 2007, ISBN 978-0-89236-867-9.